# Dreifaltigkeits- und Marienkirche (Strzelno)

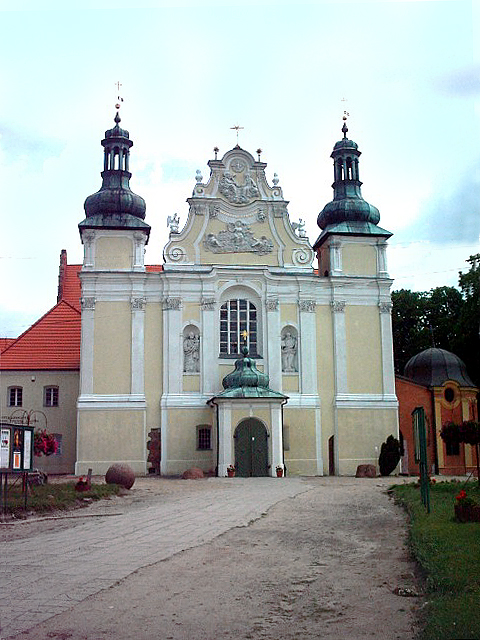
Barocke Hauptfassade

Die Pfarrkirche zur Heiligen Dreifaltigkeit und St. Maria ist eine Kirche in der Stadt Strzelno im Powiat Mogileński der Woiwodschaft Kujawien-Pommern.

## Architektur und Baugeschichte

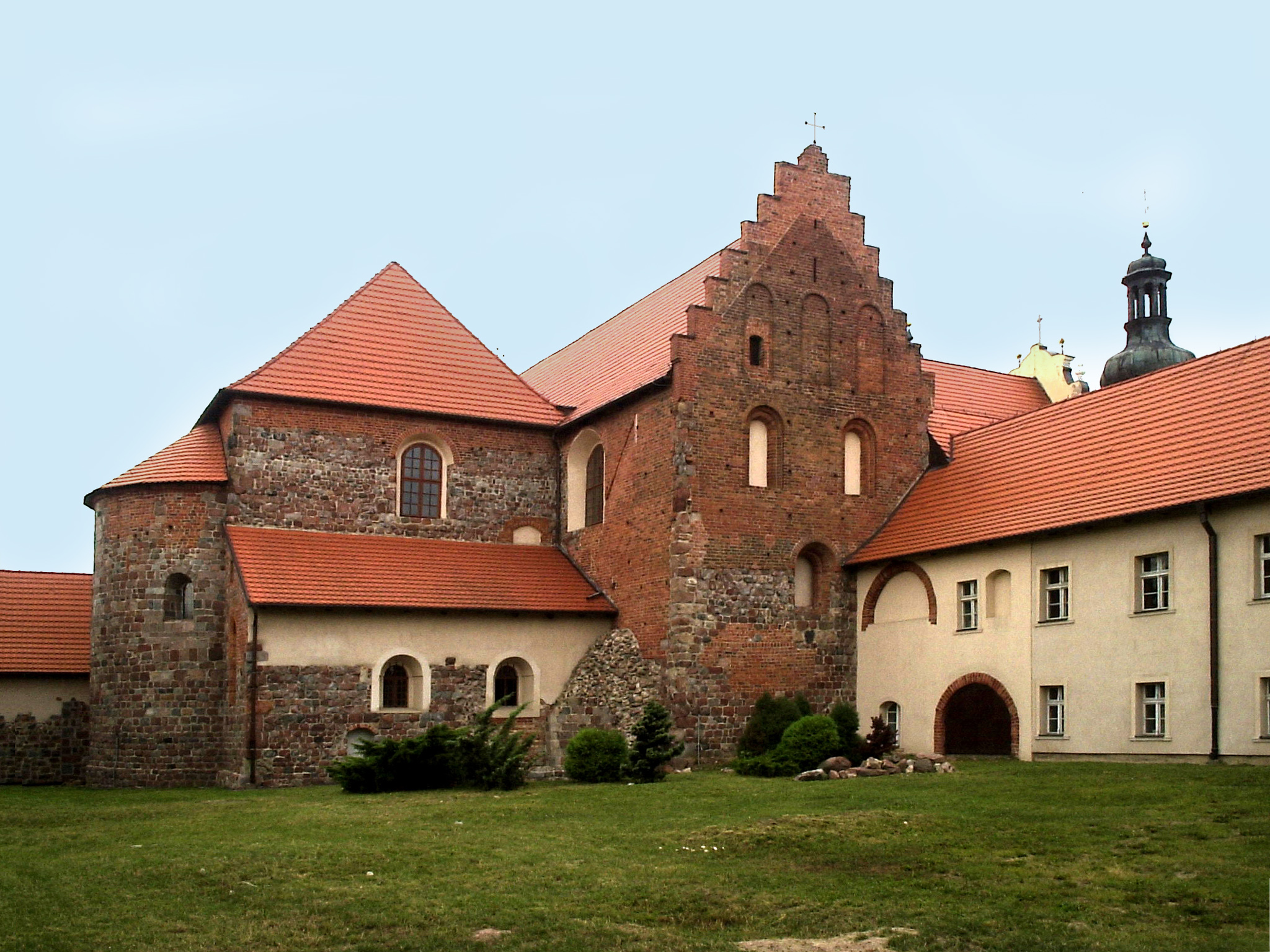
Ansicht auf die Giebelfassade des Nordquerhauses, links die Ostapsis.

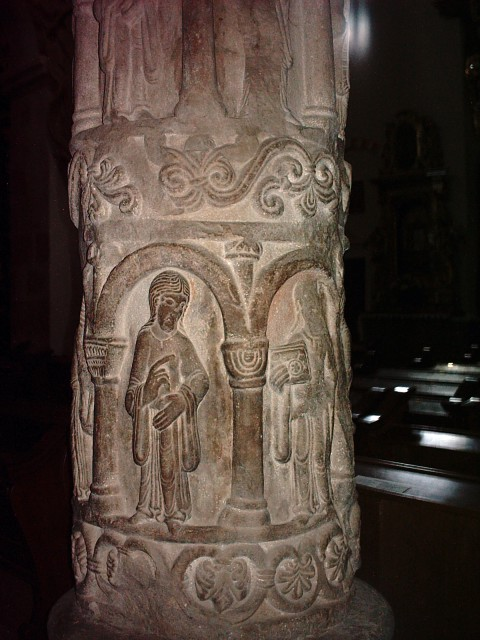
Die Säule der Tugenden

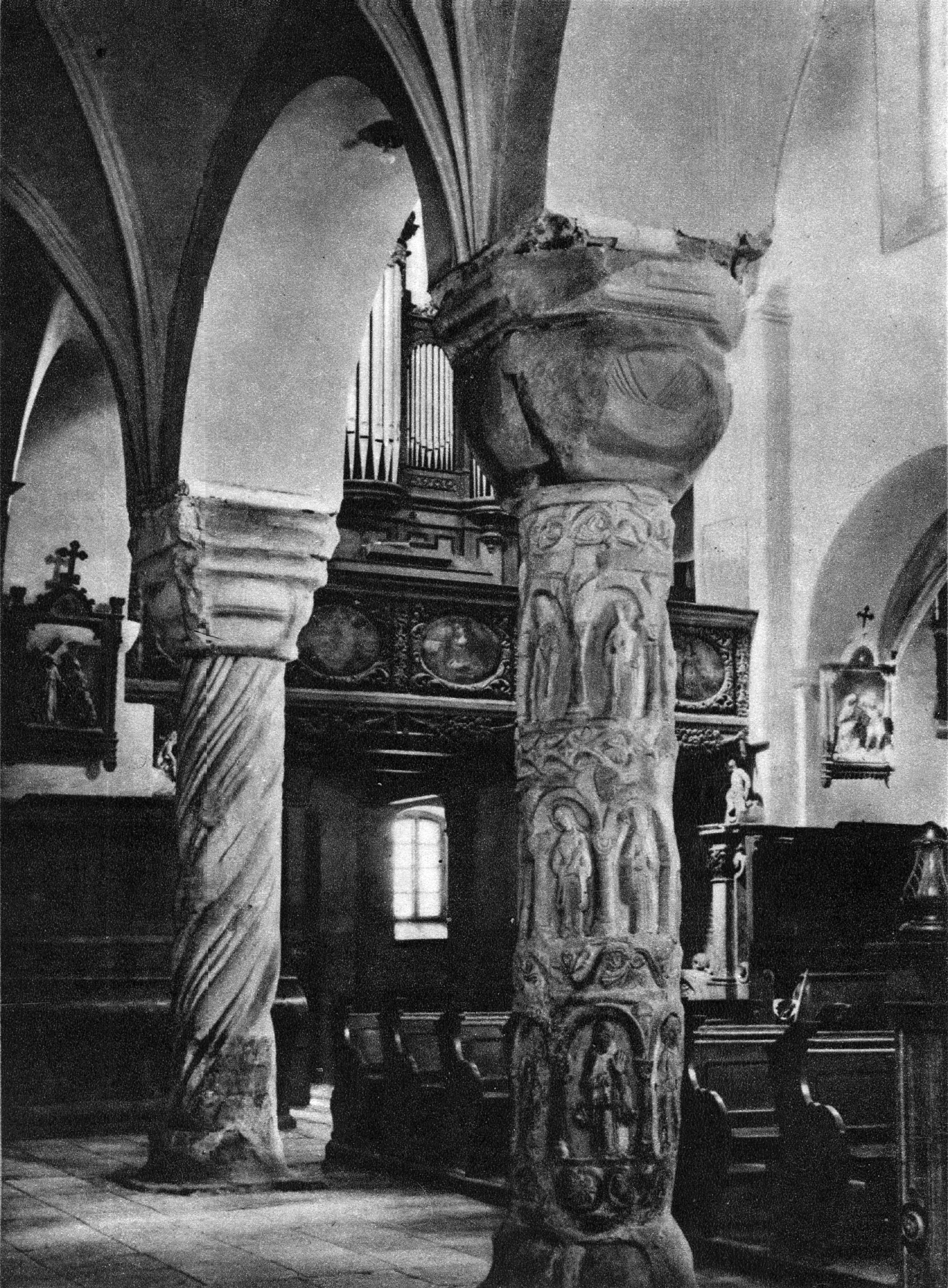
Inneres der Kirche

Die heutige Pfarr- und ehemalige Klosterkirche der Prämonstratenserinnen wurde 1216 eingeweiht. Sie ist eine dreischiffige Basilika mit Querschiff, großem Chorjoch und Apsis. An den Altarraum wurden zwei Kapellen angebaut, im 15. Jahrhundert wurde die südliche St.-Barbara-Kapelle erweitert. An der Ostseite war die Kirche ursprünglich mit zwei runden Türmen ausgestattet. Das Fundament des Nordturmes ist außerhalb der Kirche sichtbar geblieben. Das Mittelschiff ist von einem Sterngewölbe, die Seitenschiffe sind mit Kreuzrippengewölben überspannt.
Im 18. Jahrhundert wurde die Kirche im barocken Stil umgebaut und erhielt eine neue Fassade und Ausstattung, dabei wurde das ursprüngliche romanische Aussehen unkenntlich gemacht. Die Barockfassade aus der ersten Hälfte des 18. Jahrhunderts wird von zwei Barocktürmen mit Helmdächern flankiert. 
Bei der Renovierung der Kirche 1946 wurden sechs romanische Säulen von einer dicken Putzschicht befreit. Die siebente Säule ist bisher nicht enthüllt worden. 
Zwei der Säulenschäfte sind reich mit figürlichen Flachreliefs, Darstellungen der Tugenden und Laster verziert. Säulen dieser Art gibt es neben Strzelno nur in der Kathedrale von Santiago de Compostela und im Markusdom in Venedig. Ihre Entstehung wird auf die zweite Hälfte des 12. Jahrhunderts oder Anfang des 13. Jahrhunderts datiert.
Über dem Eingang zur St.-Barbara-Kapelle auf der Südseite befindet sich ein romanisches Stiftertympanon mit den Gestalten der St. Anna, der Jungfrau Maria, noch das Wickelkind haltend (Anna selbdritt), und den knienden Gestalten des Stifters Piotr Wszeborowic mit dem Modell der Kirche und einer Frau mit einem Buch in den Händen. Unten ist die segnende Hand Gottes dargestellt. Längs der oberen Kante des Tympanons verläuft die lateinische Inschrift: „TE VELVT OPTARAT HOC DONO PETRVS HONORAT VIRGINIS ANNA PIE MATER VENERANDA MARIE“ („Anna, ehrwürdige Mutter der frommen Jungfrau Maria, mit dieser Gabe ehrt dich Peter, der das sich ehemals gewünscht hat“).
Das Verkündigungstympanon wurde während der Renovierungsarbeiten gefunden. Es befindet sich in einem kleinen Museum neben der Kirche. In der Mitte befindet sich die Gestalt der Jungfrau Maria mit der Gehorsamsgeste, rechts der Erzengel Gabriel, der auf die Taube über dem Kopf Mariens deutet, links der Baum des Lebens.
Das Tympanon des Nordportals in Dreipassform ist im 13. Jahrhundert entstanden. Es stellt die Maiestas Domini dar – den thronenden Christus in einer von zwei Engeln gehaltenen Mandorla. Unten sind tierköpfige Gestalten der Evangelisten – St. Lukas (Stier) und St. Markus (Löwe) dargestellt, begleitet von den Aposteln Petrus und Paulus. 
Die fünf grün gestrichenen barocken Beichtstühle (1741) zeigen Bilder aus der Bibel mit polnischen Inschriften.

## Quelle
- Adam Miłobędzki: Architektur Polens: Kapitel des europäischen Kulturerbes, Generalkonservator der Republik Polen, 1998, ISBN 8385739599